# Šanac
Šanac (en serbe cyrillique : Шанац) est un village de Serbie situé sur le territoire de la Ville de Kruševac, district de Rasina. Au recensement de 2011, il comptait 974 habitants.
En serbe, le nom de Šanac signifie « la douve ».
Le village est situé sur la rive gauche de la Zapadna Morava.

## Démographie
| 1948  | 1953  | 1961  | 1971  | 1981  | 1991  | 2002  | 2011 |
| ----- | ----- | ----- | ----- | ----- | ----- | ----- | ---- |
| 1 297 | 1 387 | 1 376 | 1 343 | 1 351 | 1 285 | 1 153 | 974  |

|  |